# Sfârșitul eternității (film)
Sfârșitul eternității (titlu original: în rusă Конец Вечности, transliterat: Koneț vecinosti) este un film sovietic din 1987 regizat de Andrei Ermach (Андрей Ермаш). Este format din două părți. Rolurile principale au fost interpretate de actorii Oleg Vavilov, Vera Sotnikova, Georgi Zhzhyonov. Scenariul este bazat pe romanul Sfârșitul eternității de Isaac Asimov.

## Rezumat
Filmul prezintă activitățile unei organizații secrete numită „Eternitatea“, care există în afara timpului și controlează toate lucrurile de pe Pământ.

## Distribuție
- Oleg Vavilov - Andrew Harlan
- Vera Sotnikova - Noyes Lambent
- Georgi Zhzhyonov - Laban Twissel
- Sergey Yurskiy - Senior Computer Fingy
- Gediminas Girdvainis - Mallanson / Cooper
- Boris Ivanov - Senior Computer Sennor
- Boris Klyuev - Socilogist Cantor Voy
- Mikk Mikiver - Yarrow
- Evgeniy Markov

## Diferențe față de roman
Filmul este o adaptare liberă a romanului cu un final diferit. Dacă în roman Noÿs și Harlan decid împreună că suprimarea zborului cosmic de către Eternitate nu a fost în interesul omenirii și „trăiesc fericiți până la adânci bătrânețe”, filmul sovietic - al cărui sfârșit are loc în Germania de la mijlocul anilor '80, nu în Los Angelesul anului 1932 - prezintă o dispută între cei doi, cu un Noÿs care nu explică pe deplin de ce vrea să fie distrusă Eternitatea și un Harlan care e convins că amândoi sunt doar niște pioni, dispută încheiată cu despărțirea definitivă a personajelor.

## Lansare
A fost lansat în anul 1987 și a avut parte de succes comercial, fiind vizionat de 4,0 milioane de spectatori în cinematografele din Uniunea Sovietică.